# Statut d'autonomie de l'Aragon de 1982
Lire en ligne

Lire sur le site du Bulletin officiel de l'État

Le statut d’autonomie de l'Aragon de 1982 (en espagnol Estatuto de Autonomía de Aragón) est une loi organique espagnole qui a régi, entre 1982 et 2007, l'organisation institutionnelle de la communauté autonome d'Aragon. Ce statut, qui accordait l'autonomie à l'Aragon, fixait en particulier les compétences du gouvernement régional.
Un premier avant-projet avait été rédigé en juillet 1936, mais son adoption par les Cortes et son application avaient été repoussées à la suite du soulèvement militaire et au déclenchement de la guerre d'Espagne. Un nouveau statut est adopté en 1982, dans le contexte de la transition démocratique et de la construction d'un « État des autonomies ».
Le texte a été modifié à plusieurs reprises, en 1994 et en 1996. Le 23 avril 2007, l'Aragon a adopté un nouveau statut d'autonomie, qui s'est substitué au statut de 1982.

## Contexte historique
Le statut d'autonomie de l'Aragon a été approuvé par la loi organique 8/1982 du 10 août 1982, après un processus de réforme marqué par d'âpres polémiques entre les forces politiques aragonaises. Un accord politique national, connu comme les pactes de la Moncloa du 31 juillet 1981, permirent l'approbation des statuts d'autonomies de plusieurs communautés autonomes, dont celle d'Aragon. 
L'origine de ces pactes de la Moncloa est la nécessité d'unifier et de normaliser le processus d'autonomisation des communautés autonomes espagnoles. Le problème de ce processus foisonnant était le développement de statuts d'autonomies trop différents selon les communautés autonomes, ce qui aurait rendu difficile la gouvernance de l'État espagnol.
Des questions essentielles, telles que la place de l'initiative législative des communautés autonomes, ou celle des transferts de compétences entre l'État et celles-ci, devait trouver une solution commune à toutes les communautés autonomes, afin d'éviter la multiplication des structures administratives et l'émergence de désaccords qui pourraient détruire l'essence même de l'État espagnol.

### Source
- (es) Cet article est partiellement ou en totalité issu de l’article de Wikipédia en espagnol intitulé « Estatuto de Autonomía de Aragón » (voir la liste des auteurs).